# Cantonul Molières
Cantonul Molières este un canton din arondismentul Montauban, departamentul Tarn-et-Garonne, regiunea Midi-Pyrénées, Franța.

## Comune
- Auty
- Labarthe
- Molières (reședință)
- Puycornet
- Vazerac